# Iskărski prolom - Rjana
Iskărski prolom - Rjana este o arie protejată (arie specială de conservare — SAC, sit de importanță comunitară — SCI) din Bulgaria întinsă pe o suprafață de 22.693,73 ha, integral pe uscat.

## Localizare
Centrul sitului Iskărski prolom - Rjana este situat la coordonatele 43°01′43″N 23°29′49″E / 43.0286°N 23.4969°E.

## Înființare
Situl Iskărski prolom - Rjana a fost declarat sit de importanță comunitară în martie 2007 pentru a proteja 1 specie de plante și 31 de specii de animale. Situl a fost protejat și ca arie specială de conservare în martie 2021.

## Biodiversitate
Situată în ecoregiunile alpină și continentală, aria protejată conține 27 de habitate naturale: Cursuri de apă de la nivel de câmpie la nivel montan, cu vegetație Ranunculion fluitantis și Callitricho-Batrachion, Râuri cu maluri nămoloase cu vegetație de Chenopodion rubri p.p. și Bidention p.p., Pajiști carstice calcaroase sau bazofile, de Alysso-Sedion albi, Pajiști uscate seminaturale și facies de acoperire cu tufișuri pe substraturi calcaroase (Festuco-Brometalia) (* situri importante pentru orhidee), Liziere de ierburi înalte hidrofile de câmpie și de nivel montan până la alpin, Fânețe montane, Izvoare petrifiante cu formare de travertin (Cratoneurion), Grohotișuri silicioase de la nivelul montan până la nivelul zăpezii (Androsacetalia alpinae și Galeopsietalia ladani), Pante stâncoase calcaroase cu vegetație casmofită, Pante stâncoase silicioase cu vegetație casmofită, Roci stâncoase cu vegetație pionieră de Sedo-Scleranthion sau Sedo albi-Veronicion dillenii, Peșteri inaccesibile publicului, Păduri de fag Luzulo-Fagetum, Păduri de fag Asperulo-Fagetum, Păduri de fag din Europa Centrală dezvoltate pe sol calcaros cu Cephalanthero-Fagion, Păduri de stejar și carpen Galio-Carpinetum, Păduri pe pante, grohotișuri și ravene de Tilio-Acerion, Păduri de pini scoțieni din masivele Balcanilor și Rodopilor, Păduri aluvionare cu Alnus glutinosa și Fraxinus excelsior (Alno-Padion, Alnion incanae, Salicion albae), Păduri panonice cu Quercus petraea și Carpinus betulus, Păduri panonice cu Quercus pubescens, Păduri stepice euro-siberiene cu Quercus spp., Păduri panonice-balcanice de stejar turcesc - stejar sesil, Păduri de fag moezice, Păduri de tei argintiu moezice, Păduri de Castanea sativa, Păduri de pin (sub-) mediteraneene cu pini negri endemici.
La baza desemnării sitului se află mai multe specii protejate:
- plante (1): Himantoglossum caprinum
- amfibieni (2): izvoraș-cu-burta-galbenă (Bombina variegata), Triturus karelinii
- mamifere (14): liliac cârn (Barbastella barbastellus), lupul (Canis lupus), vidră de râu (Lutra lutra), liliac cu aripi lungi (Miniopterus schreibersii), liliac cu urechi mari (Myotis bechsteinii), liliac cu urechi de șoarece (Myotis blythii), liliac cu picioare lungi (Myotis capaccinii), liliac cărămiziu (Myotis emarginatus), liliac comun (Myotis myotis), liliacul mediteranean cu potcoavă (Rhinolophus euryale), liliacul mare cu potcoavă (Rhinolophus ferrumequinum), liliacul mic cu potcoavă (Rhinolophus hipposideros), liliacul cu potcoavă a lui méhely (Rhinolophus mehelyi), dihor pătat (Vormela peregusna)
- nevertebrate (9): Austropotamobius torrentium, croitorul mare al stejarului (Cerambyx cerdo), Euplagia quadripunctaria, rădașcă (Lucanus cervus), fluturele purpuriu (Lycaena dispar), croitorul cenușiu al stejarului (Morimus funereus), Pilemia tigrina, Rosalia alpina, Unio crassus
- pești (4): Barbus meridionalis, zvârluga (Cobitis taenia), boarță (Rhodeus amarus), dunăriță (Sabanejewia aurata)
- reptile (2): țestoasa de baltă (Emys orbicularis), țestoasă bănățeană (Testudo hermanni)

Pe lângă speciile protejate, pe teritoriul sitului au mai fost identificate 3 specii de amfibieni, 16 specii de nevertebrate, 3 specii de pești, 8 specii de reptile.